# Desa Tempursari (administrativ by i Indonesien, Jawa Timur, lat -8,02, long 113,22)
Desa Tempursari är en administrativ by i Indonesien.   Den ligger i provinsen Jawa Timur, i den västra delen av landet, 700 km öster om huvudstaden Jakarta.